# 香港退伍軍人聯會
香港退伍軍人聯會（英語：The Hong Kong Ex-Servicemen's Association，簡稱：HKESA）是香港的一個退伍軍人組織，於1997年3月由四個華籍軍人協會合併而成，這些軍人是退役的華籍英兵，當中的老兵曾參加香港保衛戰，該會每年在重光紀念日及和平紀念日的最近之週日舉行紀念活動，悼念在香港保衛戰中犧牲的軍民，亦定期在西灣國殤紀念墳場悼念為香港捐軀的軍人，該會與海外的退伍軍人組織保持聯繫，共同舉辦戰爭悼念及歷史展覽活動。前任會長為蔡彼得。

## 會所

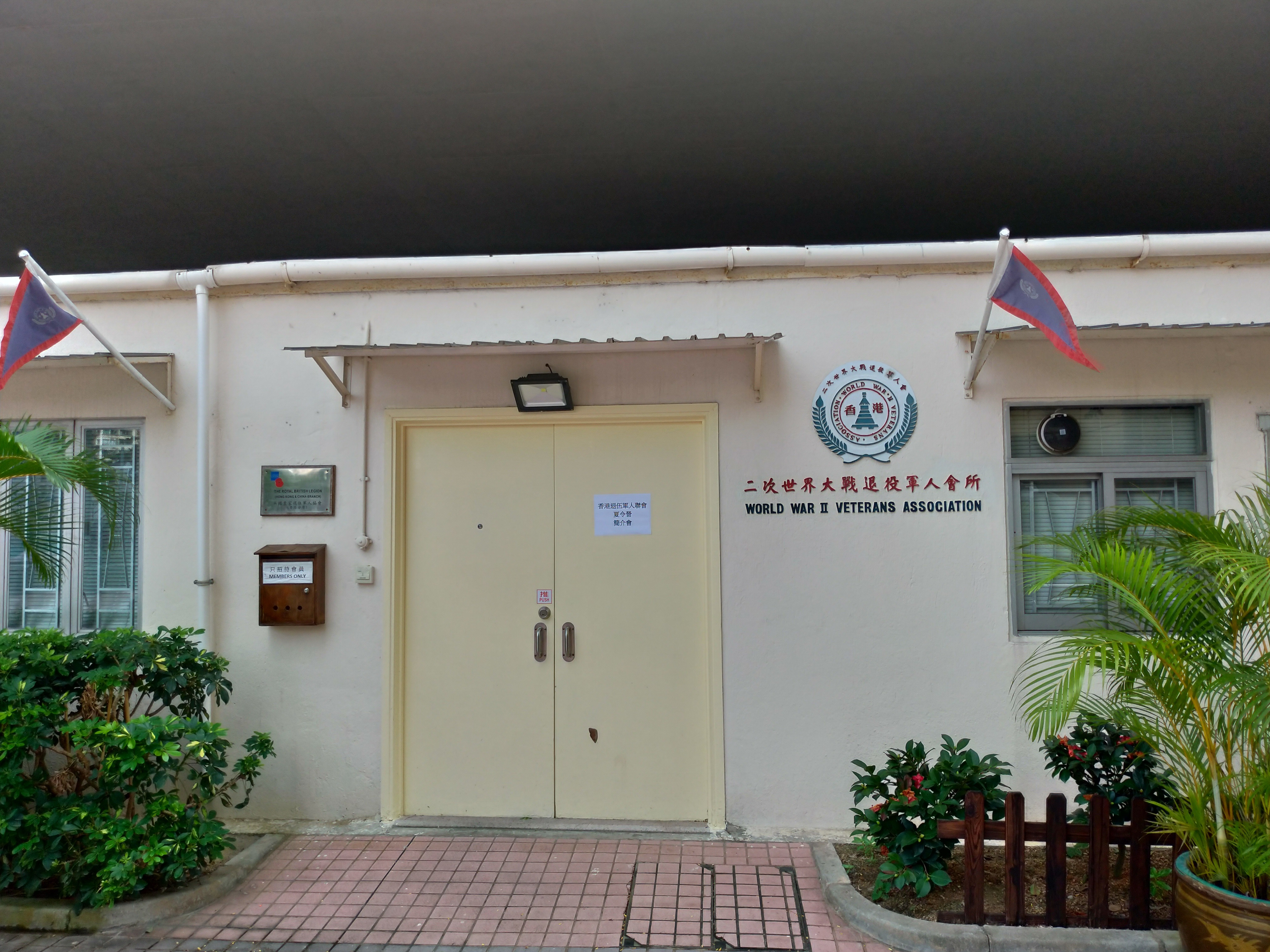
位於銅鑼灣香港中央圖書館旁的二次世界大戰退伍軍人會所是香港退伍軍人聯會舉行聚會的場地。

聯會的二次世界大戰退役軍人會所位於銅鑼灣告士打道天橋底部的平房，即香港中央圖書館近行車天橋的一側。

## 外部連結
- 香港退伍軍人聯會 （页面存档备份，存于）